# 5 nm
Il 5 nm (5 nanometri), evoluzione del precedente processo a 7 nm, è un processo produttivo della tecnologia dei semiconduttori in corso di realizzazione, con cui verranno prodotti i circuiti integrati a larghissima scala di integrazione (VLSI).
Questo processo è attualmente in fase di realizzazione da alcune aziende del settore. La fonderia TSMC prevede di immetterlo sul mercato nel 2020 mentre la casa produttrice Intel non ha ancora rilasciato una precisa data di commercializzazione.
Gli ultimi studi identificano questo processo a 5 nm come uno degli ultimi ad essere realizzato con le tecniche e materiali tradizionali (primo fra tutti il silicio) in quanto, ad una tale miniaturizzazione si è sempre più vicini al "limite fisico" del materiale, cioè alla dimensione al di sotto della quale risulta molto difficile, se non impossibile, l'utilizzo di un determinato elemento. Risulta quindi sempre più necessaria la ricerca di alternative al silicio, la riprogettazione della geometria dei transistor e nuove tecniche litografiche.
Recenti studi sui materiali e progetti quali il Cedric, hanno spinto il team del Lawrence Berkeley National Laboratory (Berkeley Lab) capitanato dal professor Ali Javey, a realizzare il primo transistor funzionante con un gate da 1 nanometro, realizzando il tutto con nanotubi di carbonio e disolfuro di molibdeno (MoS2).

## Processori realizzati con il processo 5 nm
| Presentazione | Processore       | Progettatore | Produttore | Architettura | Ambiente |
| ------------- | ---------------- | ------------ | ---------- | ------------ | -------- |
| 15 Set 2020   | Apple A14 Bionic | Apple Inc.   | TSMC       | ARM64        | Mobile   |
| 22 Ott 2020   | Kirin 9000       | HiSilicon    | TSMC       | ARM64        | Mobile   |
| 10 Nov 2020   | Apple M1         | Apple Inc.   | TSMC       | ARM64        | Desktop  |
| 12 Nov 2020   | Exynos 1080      | Samsung      | Samsung    | ARM64        | Mobile   |
| 01 Dic 2020   | Snapdragon 888   | Qualcomm     | Samsung    | ARM64        | Mobile   |
| 12 Gen 2021   | Exynos 2100      | Samsung      | Samsung    | ARM64        | Mobile   |